# Juillet 2025
Cette page présente les faits marquants du mois de juillet 2025.

## Événements
- 14 juin au 6 juillet : 18e édition de la Gold Cup (football) au Canada et aux États-Unis[1], remportée par l'équipe du Mexique de football[2].
- 14 juin au 13 juillet : 21e édition de la Coupe du monde des clubs de la FIFA aux États-Unis[3], remportée par Chelsea Football Club[4].
- 1er juillet :
  - le Danemark prend la présidence du Conseil de l'Union européenne pour six mois ;
  - le Groupe de soutien à l'islam et aux musulmans lance à l'aube sept attaques simultanément dans l’ouest et le centre du Mali dans les villes de Kayes, Niono, Molodo, Sandaré, Nioro-du-Sahel, Diboly et Gogui. Les forces armées maliennes déclarent dans l'après-midi avoir la situation sous contrôle et que plus de 80 terroristes ont été neutralisés[5] ;
  - au moins 39 personnes sont tuées, et une centaine d'autres blessés, dans trois frappes de Tsahal, dans l'enclave palestinienne de la bande de Gaza[6] ;
  - la France rétrocède la station militaire interarmées de Rufisque au Sénégal[7].
- 2 juillet :
  - l’Iran suspend sa coopération avec l’Agence internationale de l’énergie atomique[8] ;
  - les États-Unis suspendent la livraison de systèmes de défense antiaérienne Patriot, de missiles antichar Hellfire et de munitions à l'Ukraine, en raison de la diminution des stocks de l’armée américaine[9].
- 2 au 27 juillet : 14e édition du Championnat d'Europe féminin de football en Suisse, remportée par l'équipe d'Angleterre féminine de football.
- 3 juillet :
  - au moins 94 personnes, dont 45 qui tentaient d'obtenir de l'aide humanitaire, sont tuées dans des frappes aériennes et des tirs de Tsahal dans la bande de Gaza[10] ;
  - la Russie devient le premier pays à reconnaître officiellement le gouvernement taliban en Afghanistan[11].
- 4 juillet :
  - au moins 28 personnes sont tuées dans deux attaques distinctes menées par des groupes djihadistes dans le nord-est et le nord-ouest du Nigeria[12] ;
  - la Russie mène sa plus vaste attaque aérienne contre l’Ukraine depuis le début de l’invasion, lançant 539 drones et 11 missiles, et faisant 23 blessés parmi la population ukrainienne[13] ;
  - 45 personnes sont blessées à Rome (Italie) dans l’explosion d’une station-service, apparemment provoquée par une fuite de gaz survenue alors qu’un camion-citerne effectuait un ravitaillement[14].
- 5 juillet : 24 Palestiniens, dont dix qui cherchaient de l’aide humanitaire, sont tués et deux travailleurs américains de la Gaza Humanitarian Foundation sont blessés dans des frappes aériennes israéliennes[15].
- 4 au 6 juillet : aux États-Unis, des inondations au Texas font plus de 135 morts.
- 6 juillet :
  - élection présidentielle au Suriname, Jennifer Geerlings-Simons est élue[16] ;
  - le cargo Magic Seas, de pavillon libérien et exploité par la Grèce, est pris d'assaut par les Houthis à environ cent kilomètres au sud-ouest du port d’Al Hudaydah dans le cadre de la crise de la mer Rouge ; et le coule ensuite. L'équipage a pu s'échapper.
  - 38 personnes sont tuées dans des frappes de Tsahal dans la bande de Gaza[17].
- 7 juillet :
  - la Russie lance plus de 100 drones sur plusieurs zones d'Ukraine, tuant dix civils et en blessant 38 autres[18] ;
  - 10 personnes sont tuées et 29 autres sont blessées lors de manifestations antigouvernementales au Kenya[19].
- 8 juillet : le cargo Eternity C, battant pavillon libérien et opéré par la Grèce, est attaqué par des drones navals et des embarcations rapides Houthis. Trois marins philippins et un russe ont été tués au cours de l’attaque. Le navire a ensuite été coulé. Dix membres d’équipage auraient été secourus, cinq sont portées disparus et présumés morts. Six marins auraient été pris en otages[20].
- 9 juillet : la Cour européenne des droits de l'homme rend un arrêt sur l'affaire Ukraine et Pays-Bas c. Russie reconnaissant les violations très nombreuses, flagrantes et sans précédent de la Convention européenne des droits de l'homme commises en Ukraine par la Russie, depuis 2014, et la responsabilité de cette dernière dans l'abattage du vol MH17[21].
- 10 juillet :
  - suite à l'accord de paix conclu le 19 avril 2025 entre le gouvernement centrafricain et les groupes armés 3R et Unité pour la paix en Centrafrique, ces derniers sont officiellement dissous au cours d'une cérémonie organisée à Bangui[22] ;
  - les forces de sécurité nigérianes tuent 30 hommes armés lors d'une opération menée en réponse à des attaques de villages du nord-ouest du Nigeria[23] ;
  - au moins quinze Palestiniens, dont huit enfants et deux femmes, sont tués dans des frappes aériennes israéliennes, alors qu'elles faisaient la queue pour obtenir des compléments alimentaires devant une clinique de Deir el-Balah[24].
- 11 juillet au 3 août : championnats du monde de natation à Singapour.
- 12 juillet :
  - des combattants des Forces démocratiques alliées (FDA), affiliés à l'État islamique, tuent 66 personnes dans le territoire d'Irumu, en République démocratique du Congo[25] ;
  - au moins 28 personnes sont tuées et 30 autres sont blessées, selon une source locale, lors d'une frappe aérienne de la force aérienne birmane sur un monastère bouddhiste dans le village de Lin Ta Lu dans la région de Sagaing[26], dans la cadre de la guerre civile birmane[27] ;
  - l'UNESCO classe la galerie d'art rupestre du parc national de Murujuga en Australie occidentale comme site du patrimoine mondial[28] ;
  - 31 Palestiens sont tués par des tirs au sol israéliens, et 28 autres par des frappes aériennes menées par Tsahal, dans la bande de Gaza[29].
- 13 juillet :
  - au moins 300 personnes sont tuées par des combattants des Forces de soutien rapide au Kordofan du Nord au Soudan[30], dont 48 civils lors d'une attaque dans le village d’Oum Garfa[31] ;
  - au moins 30 personnes sont tuées et 100 autres sont blessées lors d'affrontements sectaires dans la ville de Soueïda, en Syrie[32]. Le 21 juillet 2025, un bilan réalisé par l'Observatoire syrien des droits de l'homme (OSDH) fait état d'au moins 1386 morts[33].
- 16 juillet :
  - au moins 21 Palestiniens sont tués dans une bousculade sur un site de la Fondation humanitaire de Gaza à Khan Younès, provoquée par des tirs de gaz lacrymogène et de balles réelles, imputés à l'armée israélienne et à du personnel américain[34] ;
  - au moins 20 personnes sont tuées lors d'une attaque menée par des hommes armés non identifiés contre un village de Riyom, dans l'État du Plateau au Nigeria[35] ;
  - au moins 61 personnes sont tuées et d'autres sont portées disparues dans l'incendie d'un centre commercial de la ville de Kut, en Irak[36],[37].
- 17 juillet :
  - la France restitue ses dernières infrastructures militaires au Sénégal[38] ;
  - Ioulia Svyrydenko remplace Denys Chmyhal au poste de Premier ministre d'Ukraine[39].
- 19 juillet :
  - le groupe armé du M23, soutenu par le Rwanda, et la République démocratique du Congo signent au Qatar une déclaration de principes incluant un accord de cessez-le-feu[40] ;
  - au moins 38 personnes meurent et 4 autres sont portées disparues dans le naufrage d'un bateau touristique dans la baie d'Along, au Vietnam[41] ;
  - au moins 32 Palestiniens sont tués par des tirs israéliens alors qu'ils cherchaient de la nourriture dans un centre de distribution de nourriture de la Fondation humanitaire pour Gaza[42].
- 20 juillet :
  - élections à la Chambre des conseillers au Japon ;
  - au moins 85 Palestiniens sont tués alors qu'ils tentaient d'accéder à une distribution d'aide humanitaire à Deir el-Balah, dans le centre de la bande de Gaza[43].
- 21 juillet : au moins 31 personnes, dont 25 enfants, sont tuées et 170 autres sont blessées après le crash d'un avion d'entraînement F-7BGI de l'armée de l'air bangladaise sur un campus universitaire et scolaire de Dacca, au Bangladesh[44].
- 22 juillet :
  - plus de 410 000 réfugiés afghans sont expulsés d'Iran depuis la fin de la guerre Iran-Israël portant à un total d'un million et demi de personnes expulsées depuis le début de 2025[45],[46] ;
  - Donald Trump annonce le retrait des États-Unis de l'Organisation des Nations unies pour l'éducation, la science et la culture (UNESCO) en 2026, pour sa prise de position contre l'État d'Israël[47].
- 22 au 30 juillet : 80e édition des championnats du monde d'escrime à Tbilissi, en Géorgie[48].
- 24 juillet :
  - 49 personnes meurent dans le crash du Vol Angara Airlines 2311, un avion Antonov An-24, près de Tynda, en Extrême-Orient russe[49] ;
  - au moins 12 personnes, dont 11 civils, sont tuées dans des échanges de tirs entre les armées cambodgienne et thaïlandaise à la frontière entre les deux pays[50] ;
  - ce jeudi correspond au « jour du dépassement » où l’humanité a épuisé l’ensemble des ressources renouvelables que la planète peut produire en une année. En 2025, cette échéance survient huit jours plus tôt que l’année précédente[51] ;
  - Emmanuel Macron annonce que la France reconnaîtra l'État de Palestine en septembre 2025, à l'occasion de l'Assemblée générale des Nations Unies[52] ;
  - au moins 12 personnes sont tuées plus de 100 autres sont blessées dans une série d'explosions dans un dépôt de munitions appartenant au Parti islamique du Turkestan (PIT) à Maarrat Misrin (en), en Syrie[53].
- 25 juillet : la Turquie enregistre son record de température, avec 50,5 °C relevés à Silopi[54].
- 27 juillet :
  - 43 personnes, dont 32 chrétiens de la croisade eucharistique[55], sont tuées par des combattants des Forces démocratiques lors d'une attaque à Komanda, en République démocratique du Congo[56] ;
  - au moins 13 personnes meurent et des dizaines d'autres sont portées disparues lors du naufrage d'un grand bateau en bois dans l'État de Niger, au Nigeria[57] ;
  - au moins 3 personnes meurent et plusieurs autres sont blessées dans le déraillement d'un train régional de la Deutsche Bahn près de Riedlingen, en Allemagne[58],[59] ;
  - l'Union européenne et les États-Unis s'accordent pour plafonner à 15 % les droits de douane sur la plupart des exportations européennes, accord encore soumis à l'approbation des 27 États membres[60].
- 28 juillet :
  - au moins 34 personnes meurent et 8 autres sont portées disparues en raison de fortes pluies et d'inondations à Pékin et dans le Hebei, en Chine[61] ;
  - au moins 100 personnes meurent dans deux attaques djihadistes simultanées au Burkina Faso: l'une sur le camp militaire de Dargo,  attribuée au Groupe de soutien à l'islam et aux musulmans, et l'autre contre un convoi de ravitaillement dans la province d'Oudalan, revendiquée par l'État islamique[62].
- 29 juillet :
  - un séisme de magnitude 8,8 a lieu près des côtes russes de la péninsule du Kamtchatka[63] ;
  - un avion de transport léger Cessna C-208B de l'Aviation nationale du Venezuela transportant des amérindiens Yanomami s'écrase à 14 km de l’aéroport de Puerto Ayacucho dans l'État d'Amazonas (Venezuela). Sept des dix personnes à bord sont mortes[64].
  - échec du premier tir du lanceur Eris, la première fusée de conception australienne, depuis une base de lancement à Abbot Point[65].
- 30 juillet au 3 août : 33e édition des championnats d'Europe de beach-volley en Allemagne[66].